# Bożena Wahl
Bożena Wahl (ur. 12 października 1932 w Warszawie, zm. 24 marca 2025) – polska malarka i działaczka społeczna.

## Życiorys
Siostra bliźniaczka malarki Alicji Wahl. Ukończyła studia w Akademii Sztuk Pięknych w Warszawie (1957), studiowała u Eugeniusza Eibischa. Jej obrazy były prezentowane na autorskich wystawach m.in. w Warszawie, Paryżu i Sztokholmie, znajdują się także w zbiorach Muzeum Narodowego.
Bożena Wahl jest także projektantką scenografii (dla „Kabaretu Starszych Panów”, dla Teatru Telewizji) i kostiumów dla kilku filmów, między innymi Tanie pieniądze (1985), Choinka strachu (1982), Markheim (1971), zagrała też epizodyczną rolę w filmie Miłość z listy przebojów.
Artystka tworzyła głównie w swojej pracowni na Starym Mieście. Jej obrazami zachwycał się Zdzisław Beksiński, podobnie jak właściciele najlepszych galerii europejskich i amerykańskich.
Malarką była również jej bliźniaczka Alicja Wahl (zm. 2020), która w 1979 roku założyła galerię, następnie współprowadzoną przez obie siostry. Galeria Sztuki Alicji i Bożeny Wahl, mieszcząca się w willi na Starym Żoliborzu do 2002 roku, była jedną z pierwszych prywatnych przestrzeni wystawowych w Warszawie oraz jednym z niewielu miejsc, w których w tym czasie w Polsce można było zakupić obraz bez zgody władz. Dom został specjalnie zaprojektowany na galerię, połączoną z pracownią oraz przestrzenią mieszkalną. Siostry Wahl wystawiały w willi prace tak znanych i wybitnych artystów, jak Jan Lebenstein, Zdzisław Beksiński, Franciszek Starowieyski, Stanisław Ignacy Witkiewicz „Witkacy”, Bruno Schulz, Jacek Waltoś. W Galerii organizowali swoje indywidualne wystawy również m.in.: Jerzy Stajuda, Jan Dobkowski, Barbara Jonscher, Jacek Sienicki, Teresa Pągowska oraz wielu innych. Tam też można było najczęściej podziwiać dzieła bliźniaczek.
Bożena Wahl budziła zachwyt całego miasta, nie tylko jako utalentowana artystka, ale również jako piękna kobieta. Związana była między innymi z Januszem Głowackim, który pisze o niej w swojej autobiografii, jako o „pierwszej kobiecie, z którą mieszkał, i pierwszej, która namawiała go do pisania”.  
Późniejsza twórczość Bożeny Wahl odzwierciedlała jej samotność. Obrazy były pełne smutku, niepokoju, melancholii. Artystka malowała, obok autoportretów, dużo klaunów – wcale nie takich zabawnych. Postacie na obrazach płaczą, są smutne, przestraszone, zamyślone. Na jej płótnach pojawiały się również psy – miłość jej życia.
Artystka prowadziła przytułek dla psów „Fundacja schronisko im. Bożeny Wahl” w Boguszycach koło Rawy Mazowieckiej.

## Wybrane wystawy
- 1961 – Warszawa / Galeria Krzywe Koło / ceramika – wystawa wspólna z Alicją Wahl
- 1962 – Warszawa / Galeria Krzywe Koło / malarstwo i rysunek – wystawa wspólna z Alicją Wahl
- 1966 – Warszawa / Galeria Sztuki Nowoczesnej / Krzywe Koło / rysunek i ilustracja książkowa – wystawa wspólna z Alicją Wahl
- 1967 – Paryż / Galeria Le Ranelagh / 5, rue des Vignes – Paris XVI / soeurs jumeaux; dessipatrisses et peintres Ive exposition le dessin; wernisaż 15 grudnia – wystawa wspólna z Alicją Wahl
- 1968 – Paryż / Galerie Desbriere / 27 rue Guenegaud – Paris IV – wystawa młodych debiutów międzynarodowych
- 1969 – Warszawa / Galeria Mazowiecka (ZPAP) / rysunek – wystawa wspólna z Alicją Wahl
- 1971 – Sztokholm / Galeria Latina / Engelbrektsgatan 12; 114 32 Stockholm / 27 listopada do 12 grudnia – wystawa wspólna z Alicją Wahl
- 1972 – Wiedeń / Wert-Galerie / rysunek – wystawa zbiorowa (31 artystów z Polski m.in.: Maria Anto, Jacek Baszkowski, Jacek Gaj, Leszek Rózga, Jerzy Stajuda, Andrzej Strumiłło, Jan Tarasin, Jerzy Tchórzewski, Bożena Wahl, Rajmund Ziemski)
- 1973 – Hamburg / Galerie L / Elisabeth Henning; Charllotte Rommeney; ul. Klosteralle 102 / rysunek – wystawa wspólna z Alicją Wahl
- 1974:
  - Warszawa / Galeria Zapiecek / rysunek – wystawa wspólna z Alicją Wahl
  - Ventura / California / USA / Jubilee Gallery 15 024 Ventura/ Sherman OAKS Calif./ Erotic Art – wystawa zbiorowa z udziałem polskich artystów: Jan Dobkowski, Jan Lebenstein, Alicja Wahl, Bożena Wahl, Witold Mosznicz, Stefan Żechowski
  - Sztokholm / Galeria Latina – wystawa zbiorowa
  - Berlin / Galerie Warschau / rysunek – wystawa wspólna z Alicją Wahl
  - Monachium / Galerie Kubus / rysunek, plakat – Alicja Wahl, Bożena Wahl, Waldemar Świerzy
- 1975:
  - Nowy Jork / The Bronx Museum of the arts / grafika – wystawa zbiorowa
  - Hamburg / Galerie L / rysunek – wystawa wspólna z Alicją Wahl
  - Xanten / Niemcy /RFN / Galerie Hinskes – Kocea / rysunek – wystawa wspólna z Alicją Wahl
- 1976 – Warszawa / Galeria Art / rysunek – wystawa wspólna z Alicją Wahl
- 1979 – Warszawa / Galeria A. B. Wahl / rysunek, malarstwo – wystawa wspólna z Alicją Wahl
- 1980:
  - Warszawa / Galeria Radar / grafika – wystawa zbiorowa
  - Paryż / Polski Instytut Kultury / rysunek – wystawa wspólna z Alicją Wahl
  - Łódź / Galeria Sztuki BWA / malarstwo – wystawa wspólna z Alicją Wahl
  - Bonn / Kurt Schumacher / grafika – wystawa wspólna z Alicją Wahl
- 1981:
  - Warszawa / Galeria A.B. Wahl / rysunek – wystawa wspólna z Alicją Wahl
  - Toruń / Galeria u Kalimacha / rysunek – wystawa indywidualna
  - Toruń / Galeria Uniwersytetu M. Kopernika / rysunek – wystawa wspólna z Alicją Wahl
  - Poznań / Galeria BWA Arsenał / Tadeusz Brzozowski – Przyjaciele i Uczniowie – wystawa zbiorowa, m.in.: Jan Berdyszak, Jan Dobkowski, Łukasz Korolkiewicz, Kazimierz Mikulski, Jerzy Stajuda, Jan Szancenbach, Jerzy Tchórzewski, Alicja Wahl, Bożena Wahl, Jacek Waltoś, Henryk Waniek, Ryszard Winiarski
- 1983:
  - Konin / Galeria BWA – wystawa wspólna z Alicją Wahl
  - Gorzów Wlkp / Galeria BWA – wystawa wspólna z Alicją Wahl
  - Słupsk / Galeria BWA Baszta Czarownic – wystawa wspólna z Alicją Wahl
- 1985 – Warszawa / Galeria A.B. Wahl / malarstwo – wystawa wspólna z Alicją Wahl